# Seu Nenê
Alberto Alves da Silva, também conhecido como Seu Nenê (Santos Dumont, 24 de julho de 1921 — São Paulo, 4 de outubro de 2010) foi um sambista paulistano, fundador e ex-presidente da escola de samba Nenê de Vila Matilde.

## Biografia
Sua história como sambista se confunde com a da escola que leva o seu nome, pois em 1949, quando ele e os demais fundadores resolveram oficializar a criação da escola de samba, se deram conta de que ainda não haviam escolhido um nome para ela. Foi então que um dos funcionários do órgão de registro sugeriu que dessem o nome de um dos integrantes, que parecia o mais animado entre eles, à escola. Este viria a ser o presidente da Nenê da Vila Matilde de 1949 a 1996, quando passou a presidência da escola a seu filho, devido a problemas de saúde, sem nunca no entanto deixar de desfilar.
Sambista de raiz, usando sempre seu característico chapéu e com seu forte sotaque paulistano, Seu Nenê por diversas vezes afirmou que tem muito orgulho da escola de samba que ajudou a fundar, principalmente pelo desfile realizado no Rio de Janeiro em 1985 e a viagem a Portugal.
Em setembro de 2010, foi agraciado com comenda da Ordem do Ipiranga pelo Governo do Estado de São Paulo.
Morreu aos 89 anos em outubro de 2010 após passar algum tempo internado numa clínica particular, devido a sérios problemas de saúde. O velório e o enterro do sambista aconteceram no Cemitério da Quarta Parada.